# Катастрофа Bristol 170 под Паксе
Катастрофа Bristol 170 под Паксе — авиационная катастрофа, произошедшая в понедельник 16 августа 1954 года с самолётом Bristol 170-21E в окрестностях Паксе (Королевство Лаос), при этом погибли 47 человек. На момент событий это была крупнейшая авиакатастрофа на территории Лаоса.

## Катастрофа
1 августа 1954 года завершилась Индокитайская война. На прошедшей незадолго до этого в Женеве конференции было принято решение о разделении Индокитая, в том числе и временном разделении территории Вьетнама на две части — Северную и Южную.
Bristol 170-21E Freighter с бортовым номером F-VNAI и заводским 12809 принадлежал вьетнамской авиакомпании Air Vietnam. 16 августа он выполнял перелёт из дельты реки Хонгха, что в районе Ханоя, в Сайгон. Его экипаж состоял из 4 человек, а всего на борту находился 51 пассажир — беженцы, покидавшие будущий Северный Вьетнам. Но во время полёта произошла неполадка в работе одного из двигателей, поэтому экипаж принял решение об аварийной посадке. Посадка производилась на берегу притока реки Меконг в окрестностях города Паксе, но во время её выполнения самолёт врезался в землю и разрушился. В происшествии погибли 46 пассажиров и 1 член экипажа, то есть всего 47 человек. Это крупнейшая катастрофа с участием самолётов Bristol 170. Также на момент событий это авиационная катастрофа по числу жертв занимала первое место среди произошедших на территории Лаоса, с 2013 года (после катастрофы ATR 72 под Паксе) — второе.